# Wildemansmot
De wildemansmot (Aphelia ferugana) is een vlinder uit de familie bladrollers (Tortricidae). De wetenschappelijke naam is voor het eerst geldig gepubliceerd in 1793 door Hübner.
De soort komt voor in Europa.